# Little Italy (San Diego)

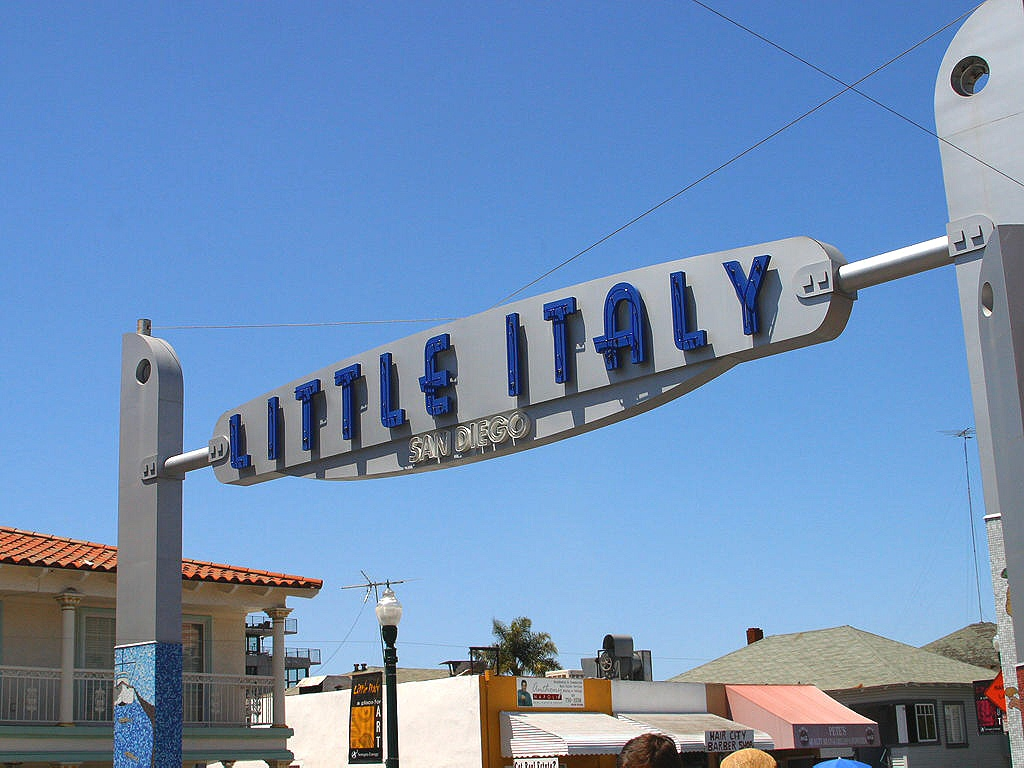
El letrero de Little Italy en la Calle India.

Little Italy ("la Pequeña Italia", en castellano) es un barrio en el centro (Downtown) de San Diego, California, donde predominaban pescadores italianos. Desde ese entonces el barrio se ha "gentrificado" y ahora se ha convertido en un barrio escénico compuesto de restaurantes italianos, tiendas italianas, galerías de arte, tiendas para el hogar y unidades residenciales. 
La Pequeña Italia es uno de los barrios más activos del centro de San Diego ya que se celebran frecuentemente varios festivales y eventos. El barrio tiene bajos índices de delincuencia en comparación con otros barrios en el centro de San Diego y es mantenido por la Asociación del Barrio de la Pequeña Italia, en la cual se encarga de recoger la basura, decoraciones y eventos especiales.

## Geografía

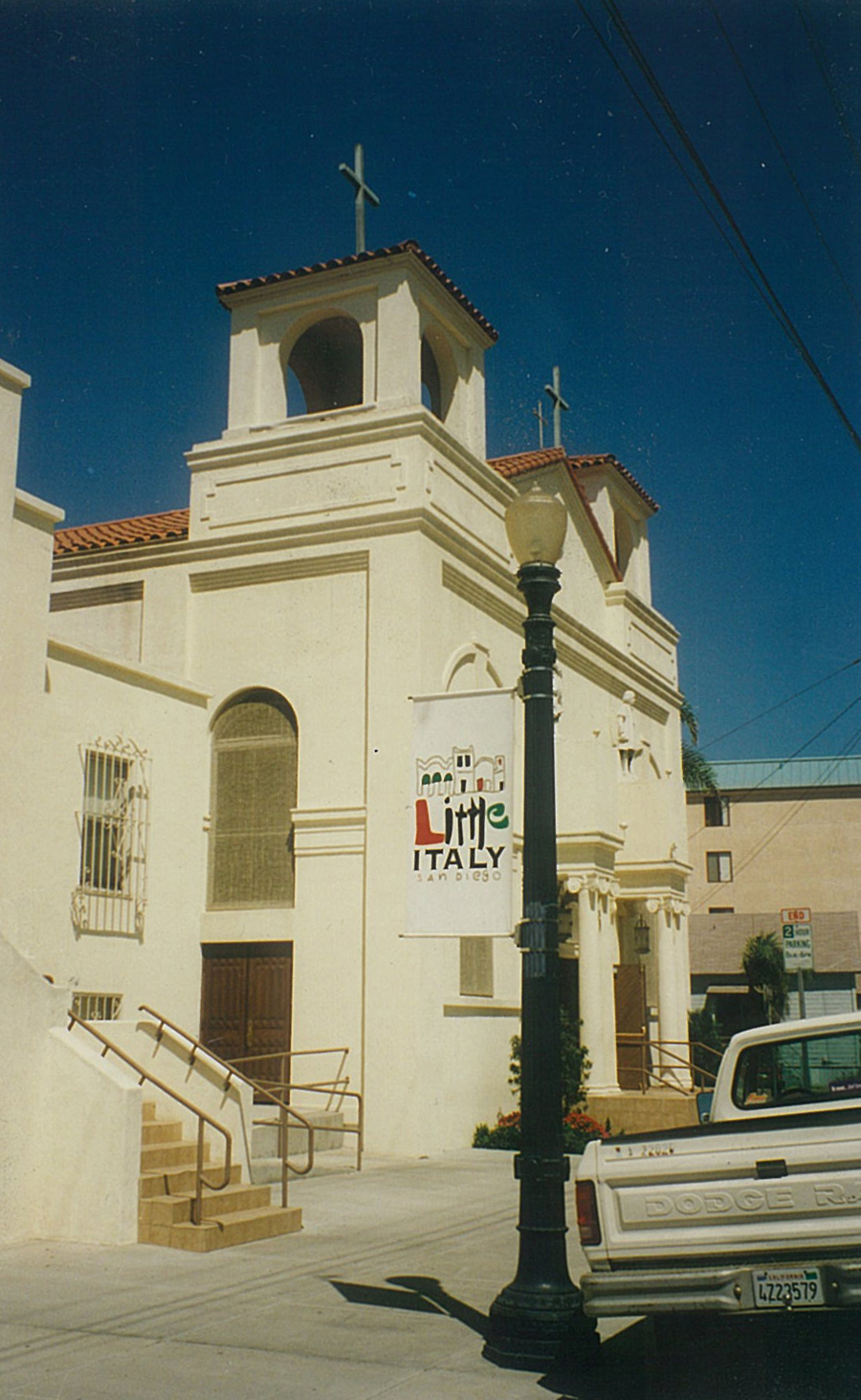
La iglesia de Nuestra Señora del Rosario administrada para los Barnabitas.

La Pequeña Italia está localizada en el extremo noreste del centro de San Diego. Está localizado al norte de Columbia, al sur de Middletown, sureste de Core y este de Cortez Hill. 
El distrito de la Pequeña Italia colinda al oeste de la Calle Laurel hacia el norte y con la Calle Ash hacia el sur, la Interestatal 5/Calle Front hacia el este y la bahía de San Diego hacia el oeste.
La Pequeña Italia es una de las paradas del trolley como la parada en Santa Fe Train Depot, dos paradas en la estación de transferencia de American Plaza, y tres paradas en Old Town Transit Center, y está cerca del Aeropuerto Internacional de San Diego.

## Historia
Históricamente, la Pequeña Italia ha sido hogar de pescadores italianos. Muchos italianos de Riva Trigoso se movieron a San Diego desde San Francisco después del terremoto de San Francisco de 1906 en busca de atún y otros tipos de pescados para comercializarlos.
Cuando se construyó la Interestatal 5 sobre la Pequeña Italia a inicios de los años 1970, el 35% del barrio fue destruido y al mismo tiempo California pasó por un declive en la industria de atún, lo que provocó que la Pequeña Italia sufriera las consecuencias por 30 años.
Con la creación de la Asociación de la Pequeña Italia en 1996, el barrio ha pasado por un proceso de gentrificación y ha sido visto como un distrito renacido lleno de restaurantes especializados en la cocina italiana y recuerdos. Antes de la gentrificación, el barrio estaba principalmente compuesto por pequeños edificios comerciales en casas residenciales; actualmente, lo está por unidades residenciales en edificios de varios niveles, con tiendas y boutiques.

## Eventos anuales

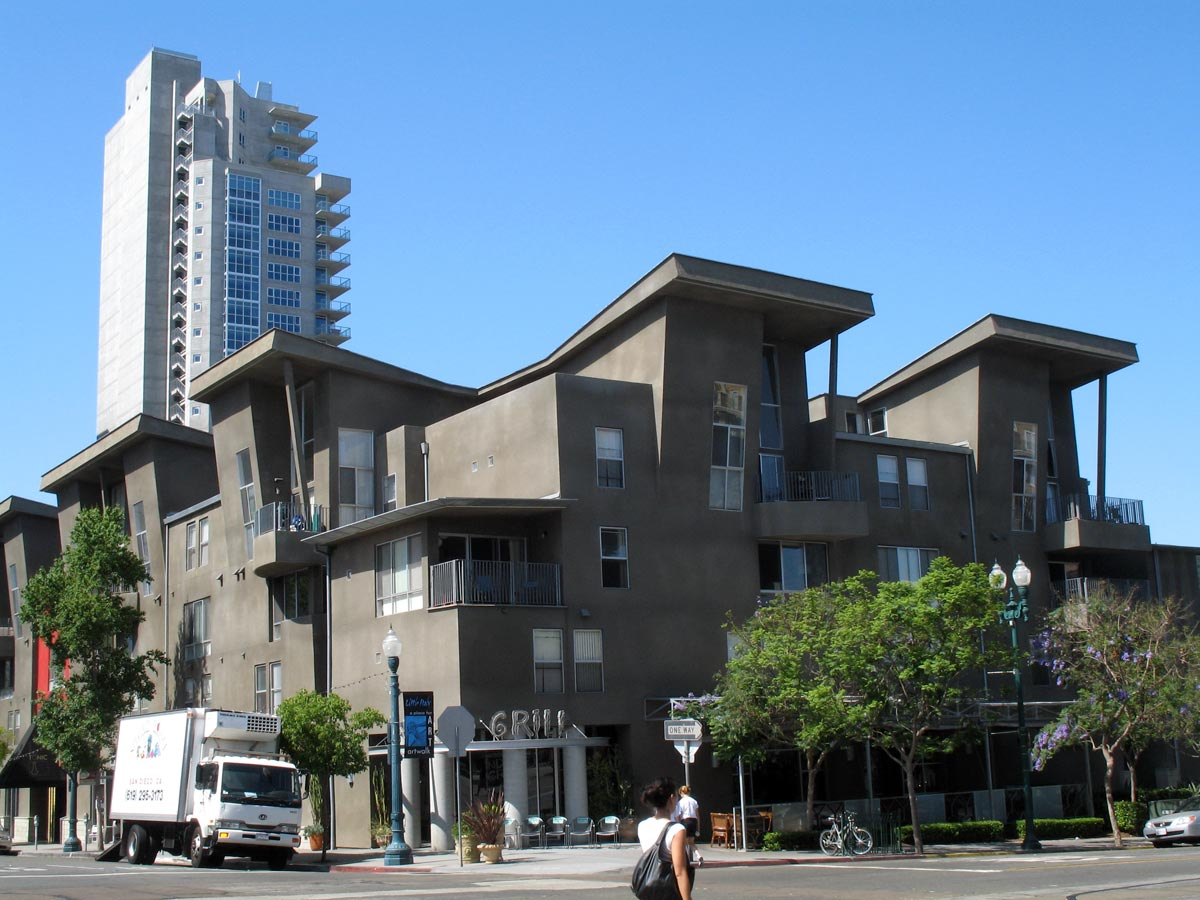
Nuevos condominios en la Pequeña Italia.

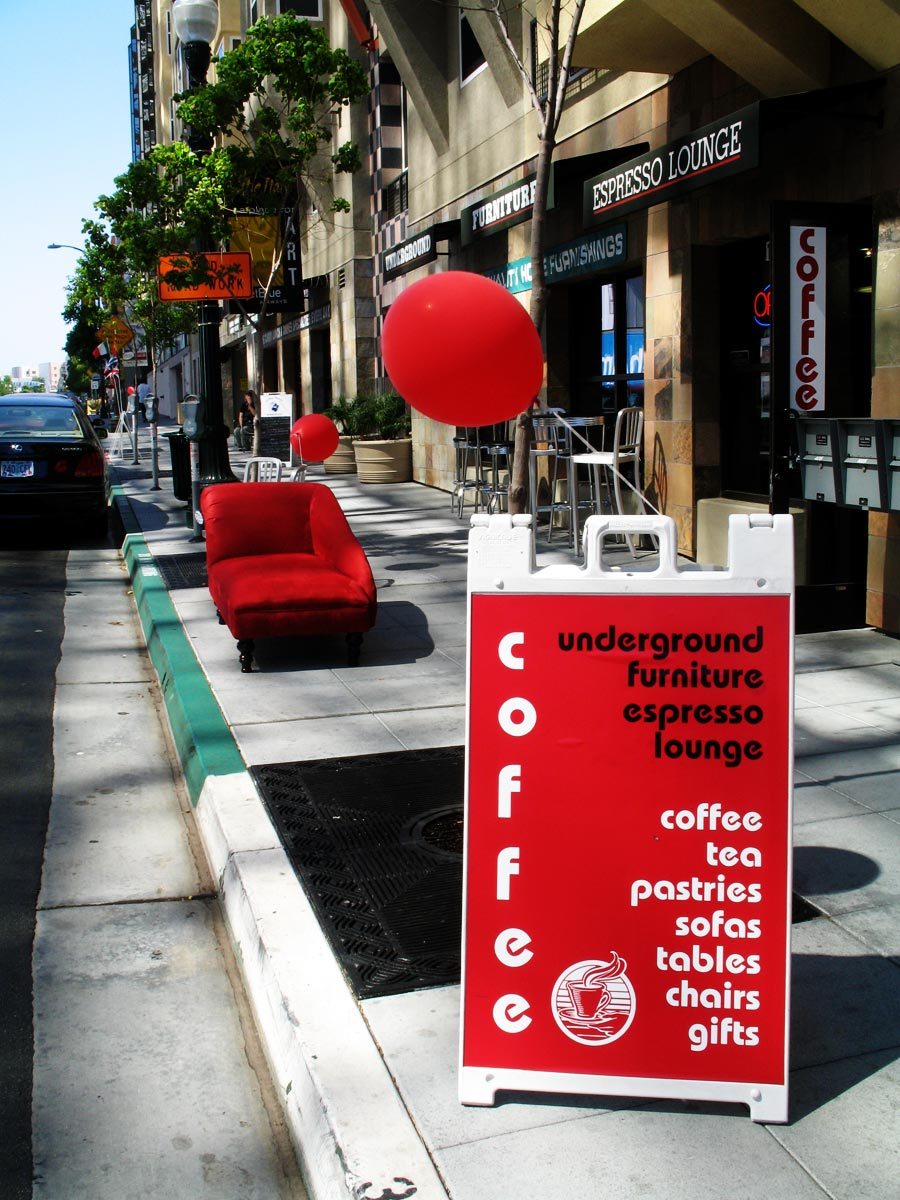
Cafés en la Pequeña Italia.

La mayoría de los eventos son relacionados con la cultura italiana. La mayoría de los eventos se hacen en la Calle India, usualmente desde la Calle Grape al norte y al sur en la Calle Beech o la Calle Ash. 
En febrero, se celebra el carnaval de la Pequeña Italia, con máscaras venecianas y competencias de disfraces.
En abril, hay un Art Walk o pasillo de arte, en la cual es el evento más grande de la región de San Diego/Tijuana con más de 90,000 personas.
En mayo, se celebra el festival siciliano, en la cual consiste de entretenimiento, ventas, y cocina siciliana. 
En septiembre se celebra un show deportivo italiano.
En octubre, se celebra la Precious Festa, el festival italiano más grande afuera de la Ciudad de Nueva York, con alrededor de más de 150 platos italianos, tres tarimas de entretenimiento, el Corso degli Artisti Street Painting Festival, un torneo de béisbol callejero.